# Nekromantik
Série
Nekromantik 2 – Die Rückkehr der liebenden Toten
(1991)
Pour plus de détails, voir Fiche technique et Distribution.
Nekromantik, est un film gore ouest-allemand réalisé par Jörg Buttgereit et sorti en 1987.
Considéré comme culte, le film a également soulevé des polémiques et a été interdit dans des pays comme le Royaume-Uni en raison de son sujet, la nécrophilie.

## Synopsis
Rob (Daktari Lorenz) travaille pour une société de ramassage de corps (Joe's Street Cleaning Agency), ce qui lui permet de subtiliser des cadavres qu'il ramène chez lui afin de se livrer à des actes érotiques sur eux, avec la complicité de sa fiancée (Beatrice Manowski). Mais son patron s'apercevant que quelque chose cloche, Rob est renvoyé de son travail, ce qui provoque une crise dans son couple. À partir de là, c'est la déchéance.

## Fiche technique
Sauf indication contraire, les informations mentionnées dans cette section peuvent être confirmées par la base de données cinématographiques IMDb,  présente dans la section « Liens externes ».
- Titre original : Nekromantik
- Réalisation : Jörg Buttgereit
- Scénario : Jörg Buttgereit et Franz Rodenkirchen
- Production : Manfred Jelinski
- Musique : Hermann Kopp, John Boy Walton et Daktari Lorenz
- Photographie : Uwe Bohrer
- Montage : Jörg Buttgereit et Manfred Jelinski
- Pays d'origine :  Allemagne de l'Ouest
- Format : Couleurs - 1,33:1 - Son mono - 16 mm
- Genre : Horreur
- Durée : 75 minutes
- Date de sortie : 1987
- Interdit aux moins de 16 ans

## Distribution
- Daktari Lorenz : Robert Schmadtke
- Beatrice Manowski (de) : Betty
- Harald Lundt : Bruno
- Volker Hauptvogel (de) : l'homme avec une arme
- Susa Kohlstedt : Vera

## Autour du film
Il existe une suite Nekromantik 2 – Die Rückkehr der liebenden Toten réalisée elle aussi par Buttgereit.
Sorti en vidéo en France chez Haxan, en VOSTF.
Au-delà de la nécrophilie qui est le sujet principal, il est question de mauvais traitements à des animaux (un lapin et un chat pour Nekromantik 1, un phoque dans Nekromantik 2), et surtout du suicide.
Le personnage de Daktari Lorenz (Rob) ne peut vivre que par la mort, et sa propre mort n'est que le bout du chemin inexorable ; il aura même une érection et une éjaculation en se suicidant.
Buttgereit a réalisé un film audacieux, car il insère aussi un film dans le film, qui est un film de « poignardage » (slasher) élémentaire, dans lequel une jeune blonde est poursuivie par un tueur en série, et par cette mise en abyme, il critique ses contemporains qui tournent des meurtres en série, lesquels sont acceptés par la critique et le public en général.